# Pierre Humbert (Mathematiker)
Pierre Humbert (* 13. Juni 1891 in Paris; † 17. November 1953 ebenda) war ein französischer Mathematiker.
Pierre Humbert war der Sohn des Mathematikers Georges Humbert (1859–1921). Er studierte ab 1910 an der École polytechnique und 1913 bis 1914 an der University of Edinburgh bei Edmund Taylor Whittaker. Nach seinem Wehrdienst im Ersten Weltkrieg, wo er verwundet wurde, studierte er wieder in Paris und wurde 1918 promoviert (Sur les surfaces de Poincaré). Danach war er Professor für Astronomie an der Faculté de Science in Montpellier.
Als Mathematiker befasste er sich mit speziellen Funktionen (wie den Lamé und Mathieu Funktionen) und Elliptischen Funktionen. Er war stark von Whittaker beeinflusst und arbeitete auch (wie Whittaker) über das symbolische Kalkül der Operatorenrechnung von Oliver Heaviside. Er war der Schwiegersohn des Astronomen Marie Henri Andoyer, mit dem er über Astronomiegeschichte des 17. Jahrhunderts publizierte.

## Schriften
- Calcul Symbolique, Paris, Hermann 1934.
- mit Serge Colombo:[2] Le calcul symbolique et ses applications à la physique mathématique, Paris, Gauthier-Villars 1949, 2. Auflage. 1965.
- Potentiels et Prepotentiels, Gauthier-Villars 1937.
- Exercises numeriques d´ astronomie, Paris 1933.
- L´Oeuvre astronomique de Gassendi, Hermann 1936.
- Histoire des découvertes astronomiques, Paris 1948 (Jugendbuch).
- Pierre Duhem, Paris 1934.
- Philosophes et Savants, Paris, Flammarion 1953.
- mit Serge Colombo: Introduction mathématique à l’étude des théories électromagnétiques, Gauthier-Villars 1949.